# Kloster Kaufbeuren

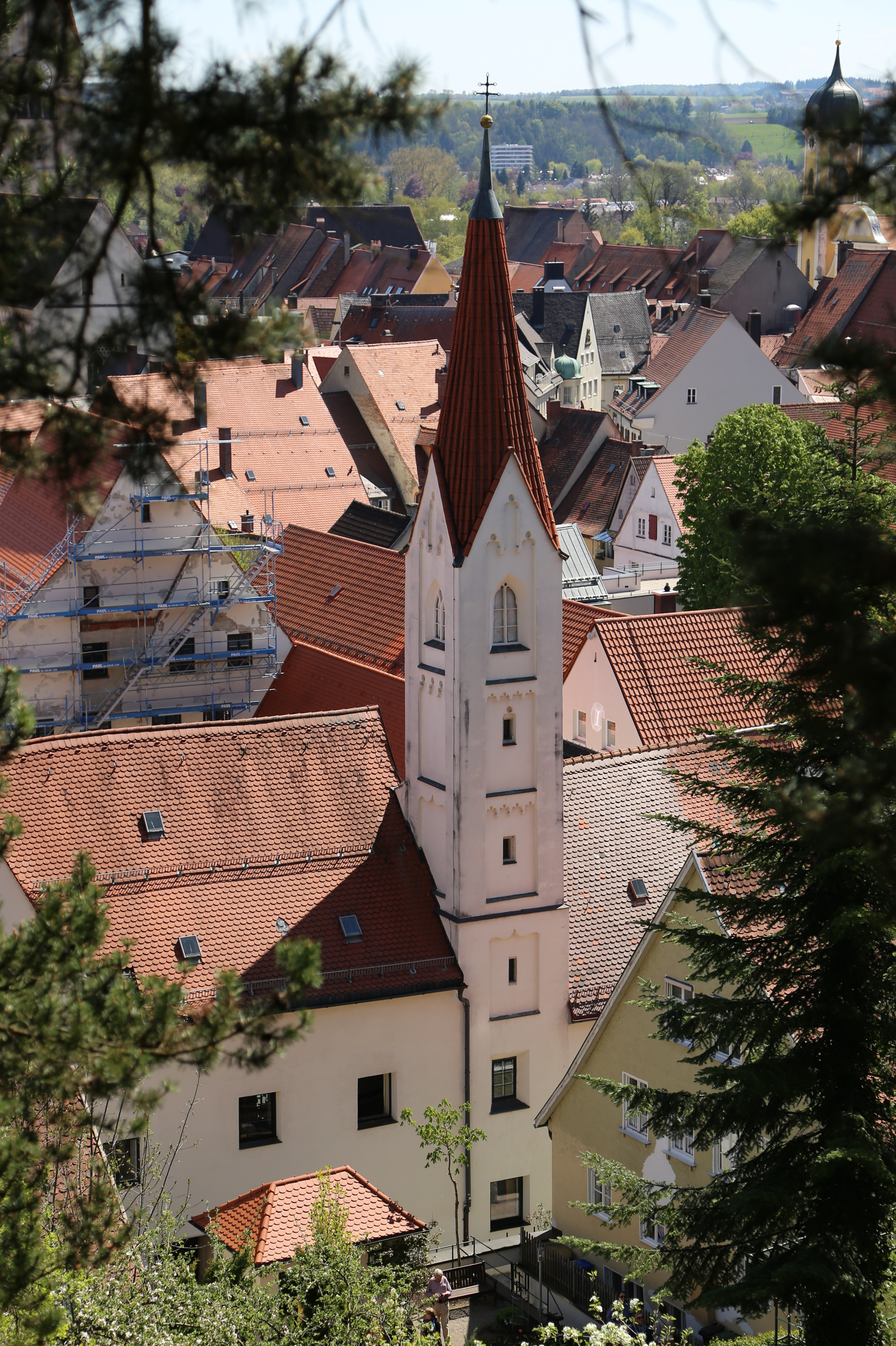
Klosterkirche

Das Kloster Kaufbeuren, auch Crescentiakloster genannt, ist ein Kloster der Terziarinnen der Franziskaner-Observanten in Kaufbeuren in Bayern in der Diözese Augsburg. In diesem Kloster lebte von 1703 bis zu ihrem Tod im Jahr 1744 die später heiliggesprochene Maria Crescentia Höss.

## Geschichte
Das Alter des Frauenklosters lässt sich nicht definitiv bestimmen. Laut nicht belegbarer Überlieferungen wurde das Kloster im 9. Jahrhundert von einer Vertreterin der Herren vom Hof, Anna vom Hof, gegründet. Dabei handelt es sich um ein nicht näher bestimmtes Kaufbeurer Adelsgeschlecht, das die Ortstradition seit dem 15. Jahrhundert kennt, wobei durch Vermischen von Elementen der Perioden des fränkisch-karolingischen Königshofes und der staufischen Präsenz in Kaufbeuren nicht haltbare Zusammenhänge hergestellt wurden. Schriftlich fassbar ist eine als Schwestern vom Maierhof („sorores in curia villicali“) bezeichnete Frauengemeinschaft 1261. Um das Jahr 1315 übernahm diese Kaufbeurer Frauengemeinschaft auf kirchliche Anordnung hin die Regel des heiligen Franziskus. Die bestehende Klosterkirche wurde 1472 geweiht, eine Altarweihe ist bereits für 1432 überliefert. Laut Klosterchronik bestand jedoch schon lange vorher an dieser Stelle ein Sakralbau, der einem Großbrand in der Stadt zum Opfer fiel. Auch der Wohntrakt des Klosters litt laut Chronik unter dem Feuer schwer. Jüngere Quellen lassen eine mögliche Datierung des Feuers auf die Jahre 1315, 1325 oder 1389 zu, für die Großbrände in Kaufbeuren überliefert sind.
Die im Jahr 1900 seliggesprochene Maria Crescentia Höss wurde 1741 einstimmig zur Oberin gewählt und stand bis zu ihrem Tod 1744 der Gemeinschaft vor. Das Kloster wurde 1803 im Zuge der Säkularisation aufgelöst. Von 1803 bis 1806 nutzte der Deutsche Orden die Klostergebäude.
Das Franziskanerinnenkloster wurde 1831 wieder errichtet. Am 25. November 2001 erhob Papst Johannes Paul II. Crescentia Höss zur Heiligen. 2005 wurde im Kloster eine Gedenkstätte für sie eingerichtet.
Der ehemalige Versorgungsgarten des Klosters am Hang gegenüber dem Eingang zur Klosterkirche wurde mit zahlreichen heimischen und exotischen Pflanzen zu einem kleinen Park umgestaltet und im Jahr 2009 öffentlich zugänglich gemacht. Als Ort der Entspannung und Besinnung mit Stationen des Sonnengesangs des Heiligen Franziskus stellt der Klosterberggarten  heute eine Naturoase inmitten der Stadt dar und bietet im oberen Bereich reizvolle Ausblicke über die Stadt.